# The Small Faces
The Small Faces su bili londonski rock sastav, koji je ispočetka bio pod snažnim utjecajem američke rhythm and blues glazbe.  Sastav su 1965. godine osnovali; 
Steve Marriott, Ronnie Lane, Kenney Jones i Jimmy Winston (njega je 
ubrzo zamijenio Ian McLagan).
Ostat će u sjećanju kao najutjecajniji mods sastav, u doba 
kad je postojao sukob dviju supkultura Modsa i Rockersa 1960-ih, Veliki hitovi grupe bili 
su Itchycoo Park, Lazy Sunday, All or Nothing, Tin Soldier i njihov 
konceptualni album  Ogdens' Nut Gone Flake. Pri kraju svog djelovanja vrlo 
su uspješno eksperimentirali sa psihodeličnim rockom, raspali su 
se 1969.

## Povijest
Sastav su osnovali momci iz Istočnog Londona 1965. Steve 
Marriott kao gitarist i pjevač, Ronnie Lane (basist), Kenney Jones (bubnjar) i 
Jimmy Winston (orgulje) on je ubrzo zamijenjen Ianom McLaganom.
Njihov prvotni repertoar bio je sastavljen od brojnih klasičnih R&B i soul 
naslova američkih crnačkih pjevača poput pjesme Jamesa 
Browna - Please Please Please, ili pjesme  You've Really Got a Hold on Me
Smokeya Robinsona, kao i slavnu Ben E. Kingovu
Stand by Me.  
Isprve baš nisu imali uspjeha u svojim nastupima po londonskim klubovima, ali su onda zapeli za oko tek rođenim američkim zvijezdama Sonny & Cher i tako se sve pokrenulo. Potpisali su ugovor s izdavačkom kućom Decca Records. 
Prva ploča koju su snimili za Deccu bila je Whatcha Gonna Do About It
1965. koja se odmah probila na top liste (#15 UK). Druga ploča bila im je Sha-La-La-La-Lee s brzom i snažnom pjesmom koju su snimili 1966. i koja se popela na  #3 britanske liste.
U svibnju 1966. su snimili svoj prvi album Small Faces, popularnost im je 
naročito porasla nakon nastupa u kultnoj televizijskoj emisiji Ready Steady Go! i showu  Top of the Pops, tad su počeli koncentrirati po Britaniji i Europi.
U kolovozu 1966. izašla im je All or Nothing, koja se popela na #1 britanske ljestvice.
1966. godina na kraju je završila loše jer su se posvađali sa svojim prvim 
menadžerom Don Ardenom (koji ih je optužio pred roditeljima za uzimanje 
droga - heroina) a istovremeno su zbog Ardena raskinuli s izdavačkom kućom Decca.
Nakon razlaza s Deccom potpisali su za novoustanovljenu kuću bišeg menadžera Rolling Stonesa Andrew Oldhama - Immediate. Prvi uradci im baš nisu dobro prošli.
Tek na kraju 1967. uspjeli su izbaciti hit Itchycoo Park, koji se popeo na #3 
britanske ljestvice, te na #16 američke. Zatim su uslijedile još dvije uspješnice Tin Soldier i Lazy Sunday (1968.) U svibnju te iste godine 
izdali su album Ogdens' Nut Gone Flake pod jakim utjecajem tada vrlo 
popularne psihodelične glazbe. Album se dobro prodavao, ali je pred sastav donio novi problem, - oni pjesme iz s albuma nisu mogli izvoditi na koncertima jer je to bio komplicirani studijski uradak. 
Nakon tog albuma sastav se raspao 1969., Steve Marriott je pronašao 
novi izazov sastav Humble Pie, nakon njegovog odlaska Small Facesi više 
nisu postojali. Ronnie Lane, Kenney Jones i McLagan udružili su se s bivšim članovima 
sastava Jeff Beck Group, s pjevačem Rod Stewartom i gitaristom Woodom. Snimili su jedan album kao Small Facesi da bi nakon toga postali jednostavno Faces te nakon toga Rod Stewart and The Faces.

## Diskografija

### Albumi
Diskografska kuća Decca:
- 1966 – Small Faces
- 1967 – From the Beginning

Diskografska kuća Immediate:
- 1967 – Small Faces
- 1968 – There Are But Four Small Faces (US Inačica)
- 1968 – Ogden’s Nut Gone Flake
- 1969 – The Autumn Stone

Diskografska kuća Atlantic:
- 1977 – Playmates
- 1978 –  '78 in the Shade

### Singl ploče
- 1965 – Whatcha Gonna Do About It
- 1965 – I’ve Got Mine
- 1966 – Sha La La La Lee
- 1966 – Hey Girl
- 1966 – All Or Nothing
- 1966 – My Mind’s Eye
- 1967 – I Can’t Make It
- 1967 – Patterns
- 1967 – Here Comes the Nice
- 1967 – Itchycoo Park
- 1967 – Tin Soldier
- 1968 – Lazy Sunday
- 1968 – Universal
- 1969 – Afterglow of Your Love
- 1975 – Itchycoo Park (reizdanje)
- 1976 – Lazy Sunday (reizdanje)

## Vanjske poveznice
- O Small Facesima na Wapping Wharf  Arhivirana inačica izvorne stranice od 21. kolovoza 2020. (Wayback Machine)
- Small Faces